# Teufels Küche

Logo von Teufels Küche

Teufels Küche ist die deutsche Version der britischen Fernsehsendung Hell’s Kitchen. Sie wurde als mehrteilige Fernsehshow vom 8. bis 21. April 2005 im Abendprogramm von RTL ausgestrahlt. Moderiert wurden die Sendungen von Sonja Zietlow. Im Mai 2014 startete eine Neuauflage im Sender Sat1. Diese läuft allerdings unter dem Originaltitel "Hell’s Kitchen". Als Koch-Coach agiert dort Frank Rosin.

## Konzept
In der Show arbeiteten zehn Prominente unter Anleitung des Hamburger Profi-Kochs Christian Rach in der Großküche eines extra für die Sendung gebauten Restaurants in Berlin. Ziel eines jeden Abends war es, möglichst alle Gäste mit allen von ihnen bestellten Speisen auf Sterne-Niveau zu versorgen. Der damit verbundene Stress und die dominante Führungsweise des Chefs Christian Rach machten den Stars dabei das Leben schwer.
In der ersten Woche wurden die Prominenten in zwei Mannschaften (Team Rot und Team Blau) geteilt, die gegeneinander wetteiferten. Später wurde die Teilung aufgehoben und jeder Prominente kämpfte für sich.
Ab Beginn der zweiten Woche musste jeden Tag ein Star die Teufels Küche verlassen. Die Zuschauer entschieden dies per TED: Der Star mit den wenigsten Anrufen musste gehen. Auf diese Weise wurde in der letzten Sendung Patrick Lindner zum Gewinner gewählt.

## Ausstrahlung
Die erste Staffel wurde ab dem 8. April 2005 täglich um 22:15 Uhr ausgestrahlt. Lediglich die Samstagsshow am 16. April 2005 wurde wegen der vorhergehenden Ultimativen Chartshow mit Oliver Geissen erst gegen 00:00 Uhr gesendet. Das Finale war am 21. April 2005.
Als Gewinner ging Schlagersänger Patrick Lindner hervor. Die Küche stand unter der Führung von Profi-Koch Christian Rach. Moderiert wurde die Sendung von Sonja Zietlow.

### Teilnehmer
Folgende Stars waren Kandidaten der Sendung:
| - Patrick Lindner (1. Platz) - Jenny Elvers-Elbertzhagen (2. Platz) - Karl Dall (3. Platz) - Jörg Knör - Gerhard Friedle (DJ Ötzi) | - Britta von Lojewski - Gülcan Kamps - Erika Berger - Anouschka Renzi - Giovanni Zarrella |

### Einschaltquoten
Die folgende Tabelle zeigt eine Auswahl der gemessenen Einschaltquoten.
| Datum                         | Zuschauer | Zuschauer       | Marktanteil | Marktanteil     | Quelle      |
| Datum                         | Gesamt    | 14 bis 49 Jahre | Gesamt      | 14 bis 49 Jahre | Quelle      |
| ----------------------------- | --------- | --------------- | ----------- | --------------- | ----------- |
| 8. April 2005 (Erste Sendung) | 2,40 Mio. | 1,34 Mio.       | 11,8 %      | 14,2 %          | [ 5 ] [ 6 ] |
| 9. April 2005                 | 2,49 Mio. | 1,43 Mio.       | 7,9 %       | 11,6 %          | [ 6 ]       |
| 10. April 2005                | 2,22 Mio. | 1,46 Mio.       | 9,9 %       | 13,8 %          | [ 7 ]       |
| 12. April 2005                | 2,61 Mio. | –               | 11,2 %      | –               | [ 8 ]       |
| 14. April 2005                | 2,83 Mio. | 1,69 Mio.       | 13,2 %      | 17,6 %          | [ 9 ]       |
| 16. April 2005                | 1,86 Mio. | 1,18 Mio.       | 16,2 %      | 19,3 %          | [ 10 ]      |
| 20. April 2005                | 2,02 Mio. | 1,29 Mio.       | 8,3 %       | 11,9 %          | [ 2 ]       |
| 21. April 2005 (Finale)       | 2,4 Mio.  | 1,39 Mio.       | 13,2 %      | 16,4 %          | [ 3 ]       |